# Bommers Mühle
Die Bommers Mühle war eine Wassermühle mit einem unterschlächtigen Wasserrad an der Wurm in der Stadt Heinsberg im nordrhein-westfälischen Kreis Heinsberg im Regierungsbezirk Köln.

## Geographie
Die Bommers Mühle hatte ihren Standort an der linken Seite der Wurm, an der Buschstraße, im Heinsberger Stadtteil Randerath. Das Grundstück, auf dem das Mühlengebäude stand, hat eine Höhe von ca. 53 m über NN. Die Mühle stand in direkter Nachbarschaft mit der Randerather Ölmühle. Oberhalb stand die Müllendorfer Mühle, unterhalb stand seit 1799 die Porselener Mühle.

## Gewässer
Die Wurm versorgte auf einer Flusslänge von 53 km zahlreiche Mühlen mit Wasser. Die Quelle der Wurm liegt südlich von Aachen bei 265 m über NN, die Mündung in die Rur ist bei der Ortschaft Kempen in der Stadt Heinsberg bei 32 m über NN.

## Geschichte
Im Jahre 1608 wurde in Kleinsiersdorf die landesherrliche Mühle durch einen Blitzschlag zerstört. Das war der Anlass, im Jahre 1609 gegenüber der Randerather Ölmühle eine neue Mühle als Fruchtmühle zu erbauen. Beide Mühlen waren vom gleichen Stauwehr abhängig und waren aufeinander angewiesen. Trotzdem  wurden die Mühlen getrennt verpachtet und mussten den Mahlzwang der Stadt und dem Kirspel Randerath teilen. Später verfügte die Mühle auch über eine zusätzliche Ölpresse. Das Mühlengebäude trug die Jahreszahl 1754. Im 19. Jahrhundert wurde zur Produktion von Dünger nordischer Feldspat in der Mineralmühle gemahlen. Im Zweiten Weltkrieg wurde die Mühle zerstört. Heute befindet sich am damaligen Standort ein Parkplatz.

## Galerie

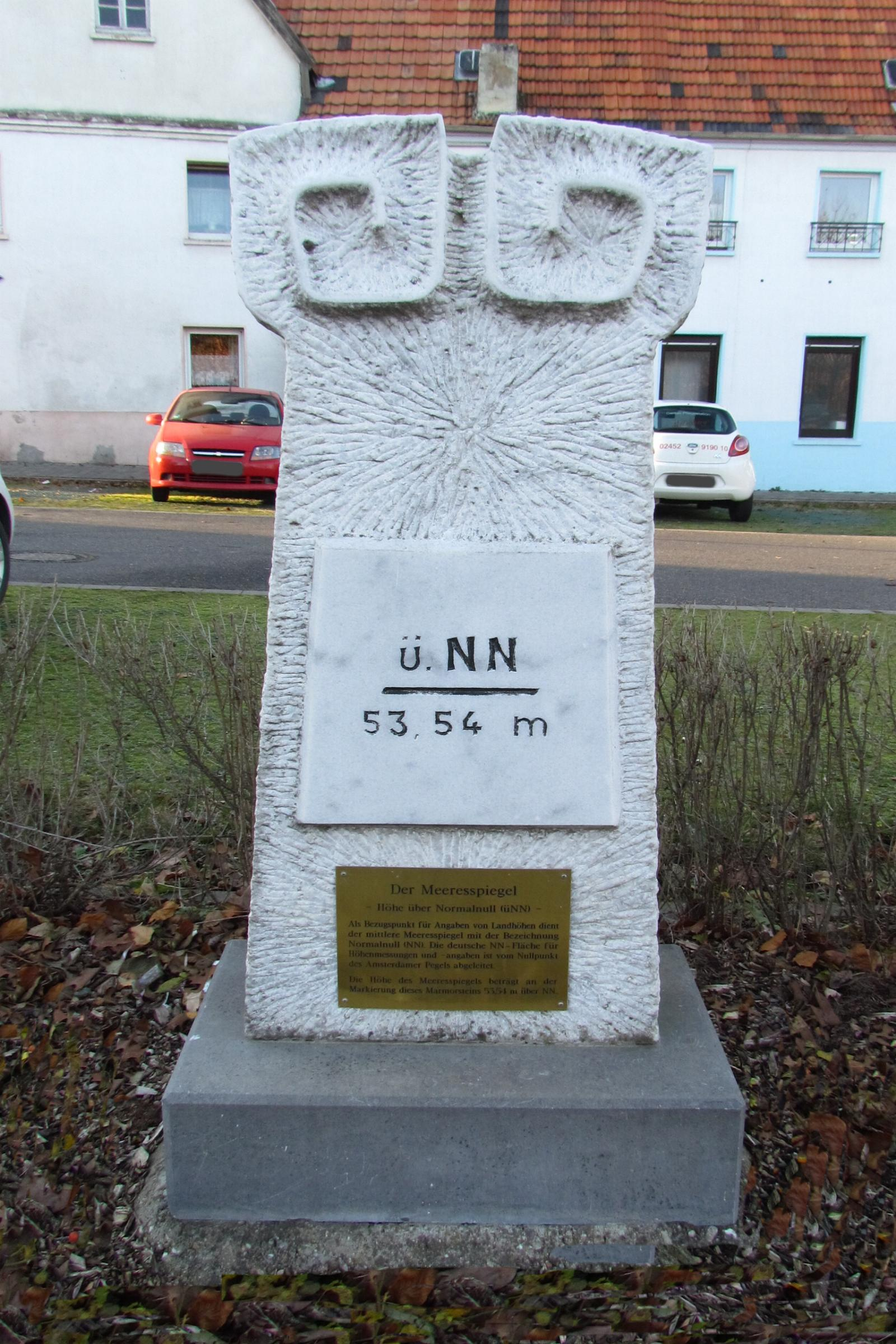
Infostein zur Höhenangabe NN
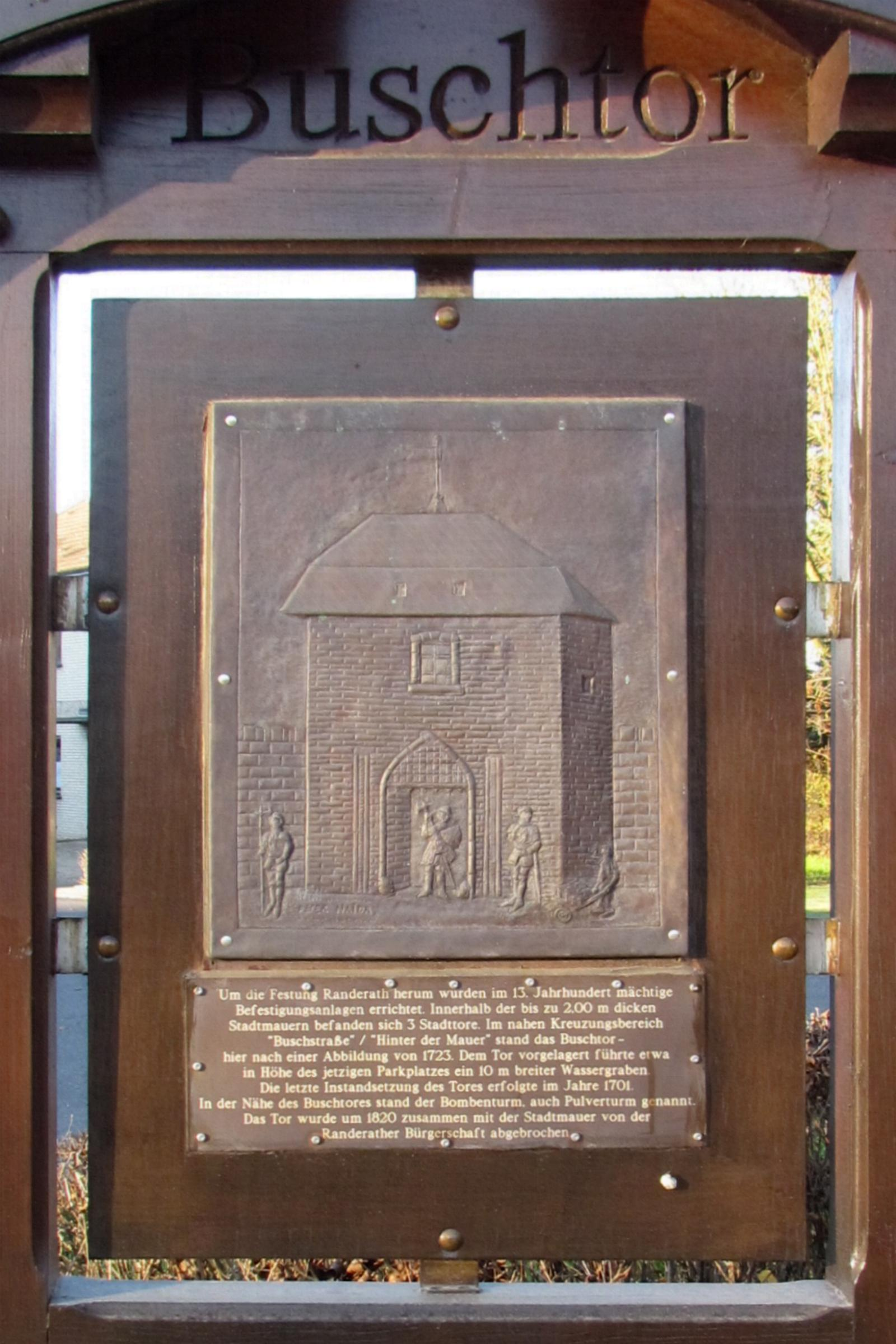
Die Mühle stand in der Nähe vom Buschtor (Stadttor)
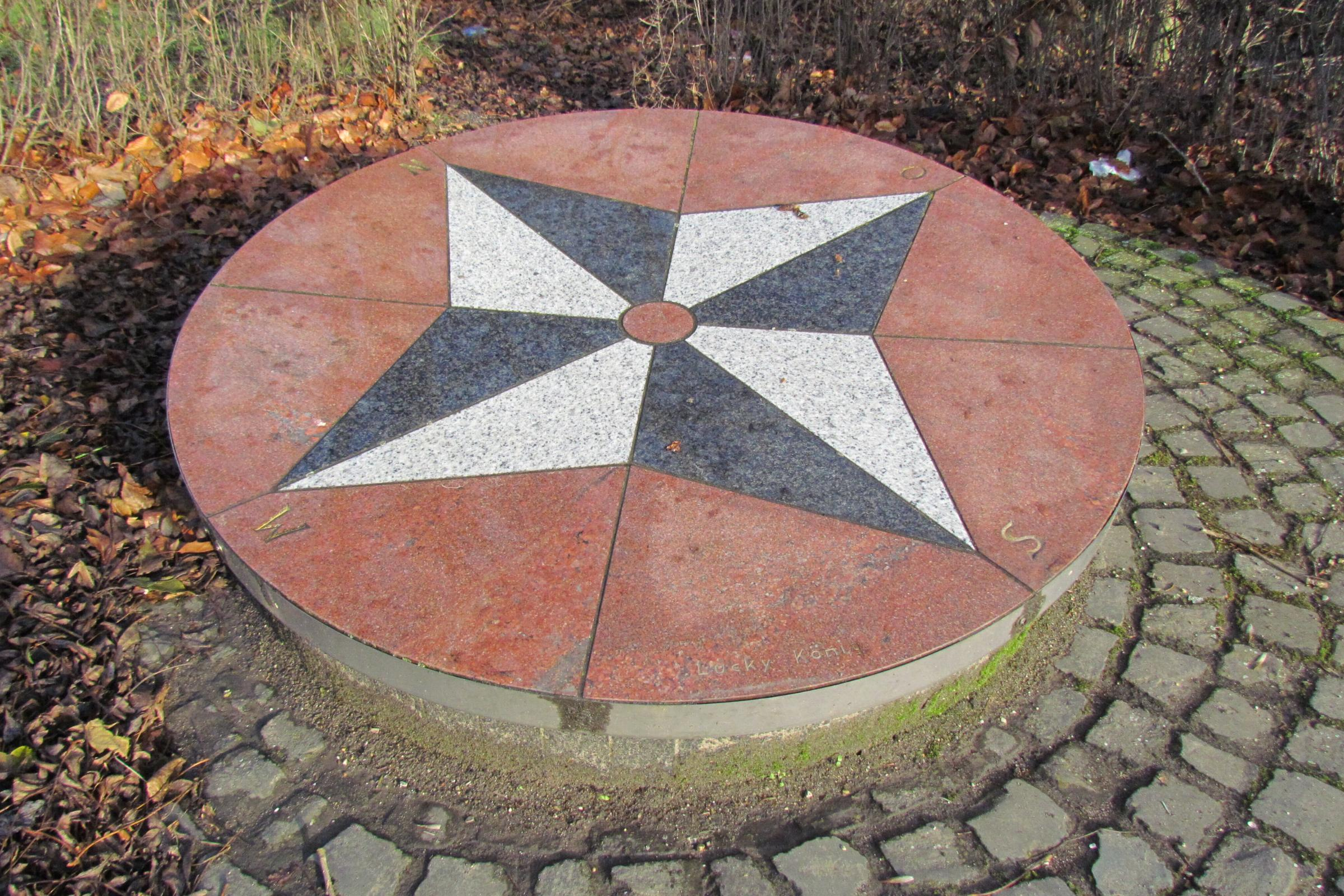
Wo die Windrose liegt, stand einst die Bommers Mühle
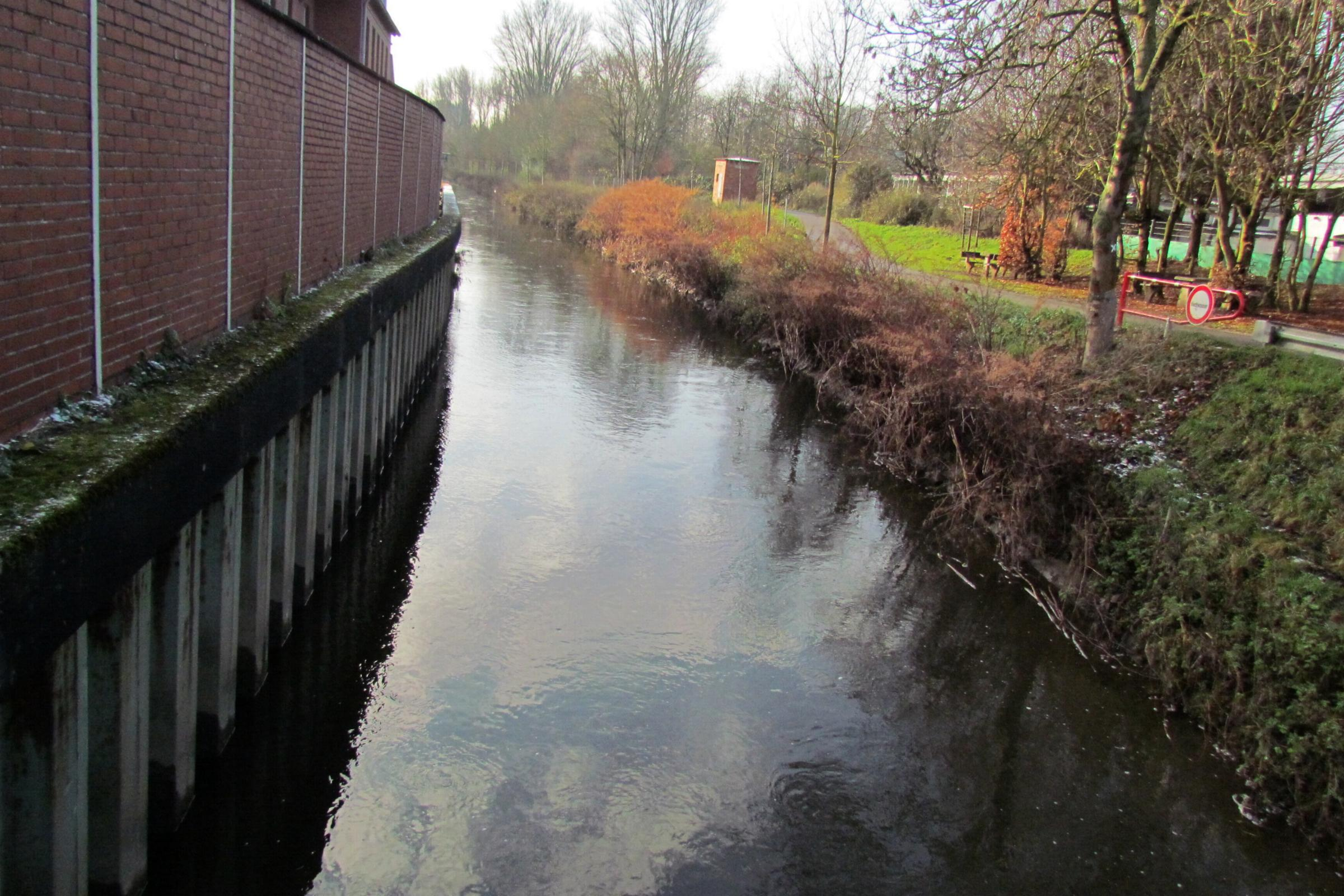
Die Wurmverlauf in Randerath an der Buschstraße
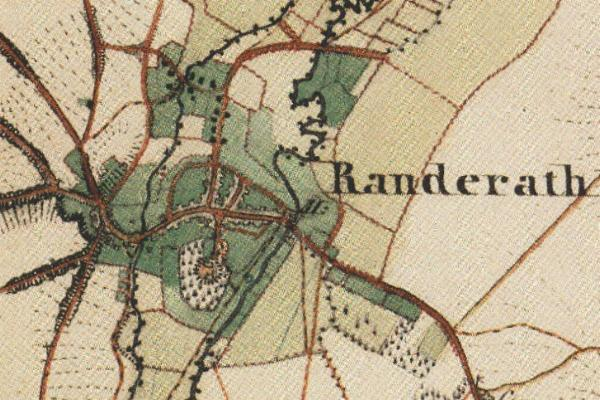
Randerath mit Mühlensymbol auf der Uraufnahme von 1846
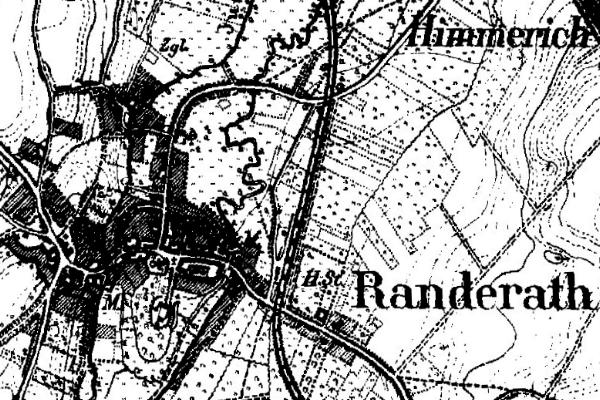
Randerath mit Mühlensymbol auf der Neuaufnahme von 1892
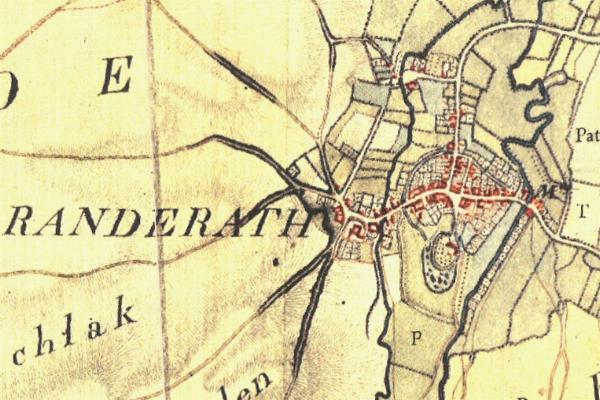
Randerath mit Mühlensymbol auf der Tranchotkarte 1805/1807

→ Siehe auch Liste der Mühlen an der Wurm